# Partícula em um potencial esfericamente simétrico
Um problema importante na mecânica quântica é o de uma partícula num potencial esfericamente simétrico, isto é, um potencial que depende apenas da distância entre a partícula e um ponto central definido. Em particular, se a partícula em questão é um elétron e o potencial é derivado da lei de Coulomb, então o problema pode ser usado para descrever um átomo de hidrogênio (um elétron ou íon).
No caso geral, a dinâmica de uma partícula em um potencial esfericamente simétrico é governada por um hamiltoniano da seguinte forma:
{\displaystyle {\hat {H}}={\frac {{\hat {p}}^{2}}{2m_{0}}}+V(r)}

onde {\displaystyle m_{0}} é a massa da partícula, {\displaystyle {\hat {p}}} é o operador momentum, e o potencial {\displaystyle V(r)} depende apenas de {\displaystyle r}, o módulo do vetor raio; r. As funções e energias da onda quântica (autovalores) são encontradas resolvendo a equação de Schrödinger com este hamiltoniano. Devido à simetria esférica do sistema, é natural usar coordenadas esféricas {\displaystyle r}, {\displaystyle \theta } e {\displaystyle \phi }.  Quando isso é feito, a equação de Schrödinger independente do tempo para o sistema é separável, permitindo que os problemas angulares sejam tratados facilmente, e deixando uma equação diferencial ordinária em {\displaystyle r} para determinar as energias para o potencial particular  {\displaystyle V(r)} em discussão.